# NFP (камуфляж)
NFP або Нідерландський фрактальний візерунок (англ. Netherlands Fractal Pattern/NFP) — деформаційний військовий камуфляж ЗС Нідерландів, прийнятий на озброєння у 2014 році. Камуфляж розроблений у співпраці між Нідерландською організацією прикладних наукових досліджень (TNO) та Міністерством оборони Нідерландів, щоб замінити всі камуфляжні візерунки, які до того використовувались нідерландськими військовими.

## Історія

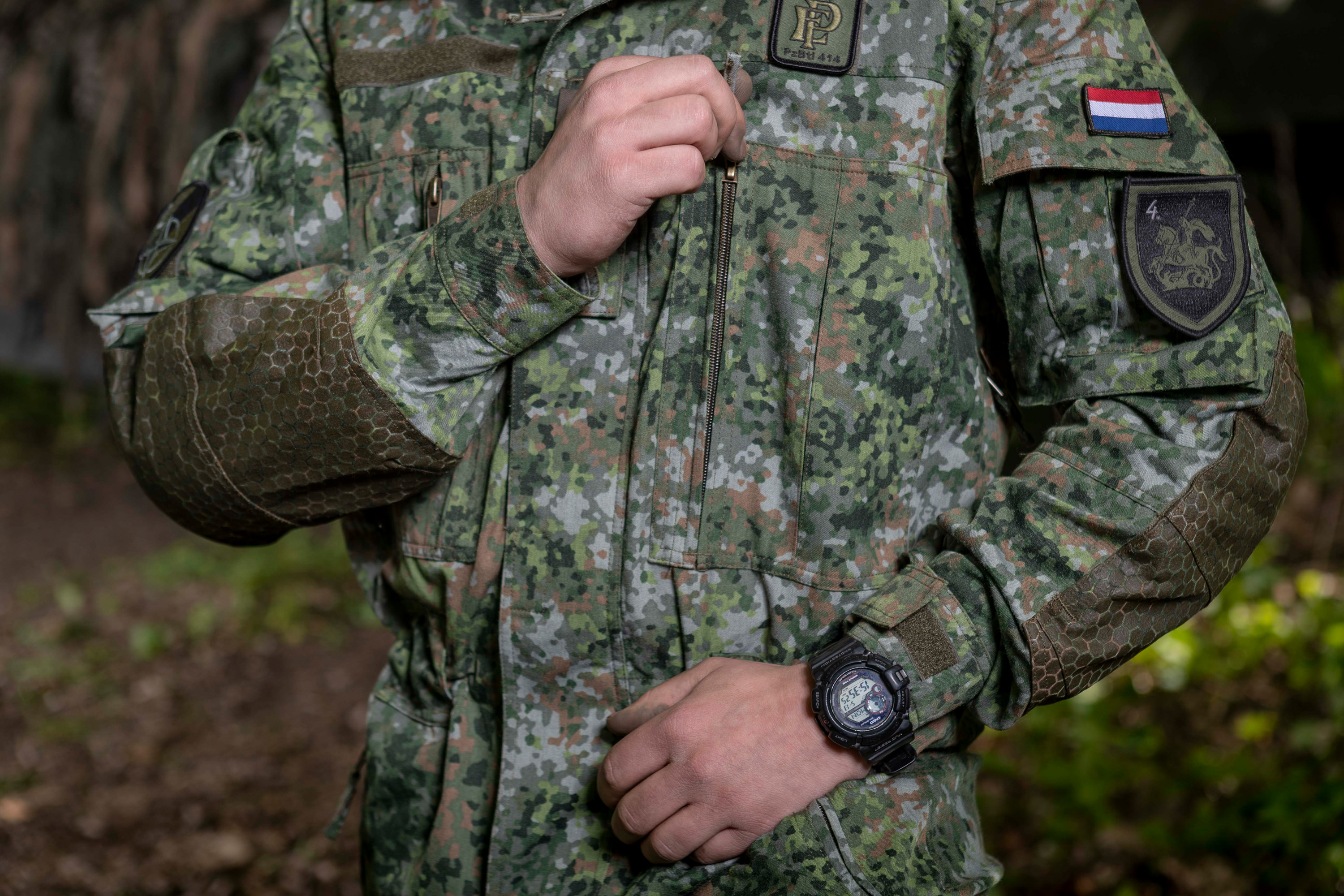
Військова куртка з лісовою версією камуфляжа NFP (NFP-Green)

У 2008 році Міністерство оборони Нідерландів ініціювало дослідження та розробку нового камуфляжного візерунка з аналізом п'яти візерунків: фрактальний, пустельний, лісовий, міський та універсальний. Пізніше було вивчено вісім шаблонів для потенційного застосування, серед яких універсальний камуфляж MultiCam для використання в кількох середовищах, а інші — шаблони для конкретних місцевостей. Критерії, які використовувались для оцінки нового зразка включали його маскувальну ефективність та його унікальність і відмінність від інших моделей камуфляжів, які використовуються іншими країнами. За словами Бена Власмана, голови Об'єднаного центру інформації про солдатські системи (нід. Joint Kenniscentrum Militair & Uitrusting), NFP було зроблено для того, щоб бути впізнаваним не тільки серед військових, але й серед широкої громадськості.
Вперше камуфляж NFP було публічно продемонстровано у 2009 році на заходах до Дня армії. 2012 року було оголошено конкурс серед виробників на виготовлення одностроїв з новим камуфляжем NFP. Серед висунутих вимог було пошиття камуфляжного одягу із використанням 180 грамів вогнестійкої тканини з властивостями захисту від комах і початковим розміром партії в кількості 13 500 комплектів версії NFP Green у перший рік.
У 2013 році повідомлялося, що деякі представники 104-ї роти командос (нід. 104 Commandotroepencompagnie) носили камуфляжі NFP під час антитерористичних навчань в Ізраїлі.
Голландська газета De Telegraaf повідомила, що камуфляж NFP був прийнятий на озброєння 26 жовтня 2014 року. У той час Корпус морської піхоти Нідерландів використовував уніформу US Woodland, але очікується, що з часом вони також введуть на озброєння NFP. Зразок був офіційно виданий 4-й роті об'єднаного німецько-голландського 414 танкового батальйону під час навчань ILÜ LandOp 2019. Це були комбінезони танкістів. Решта голландських військових отримали однострої з камуфляжем NFP протягом 2020 року.

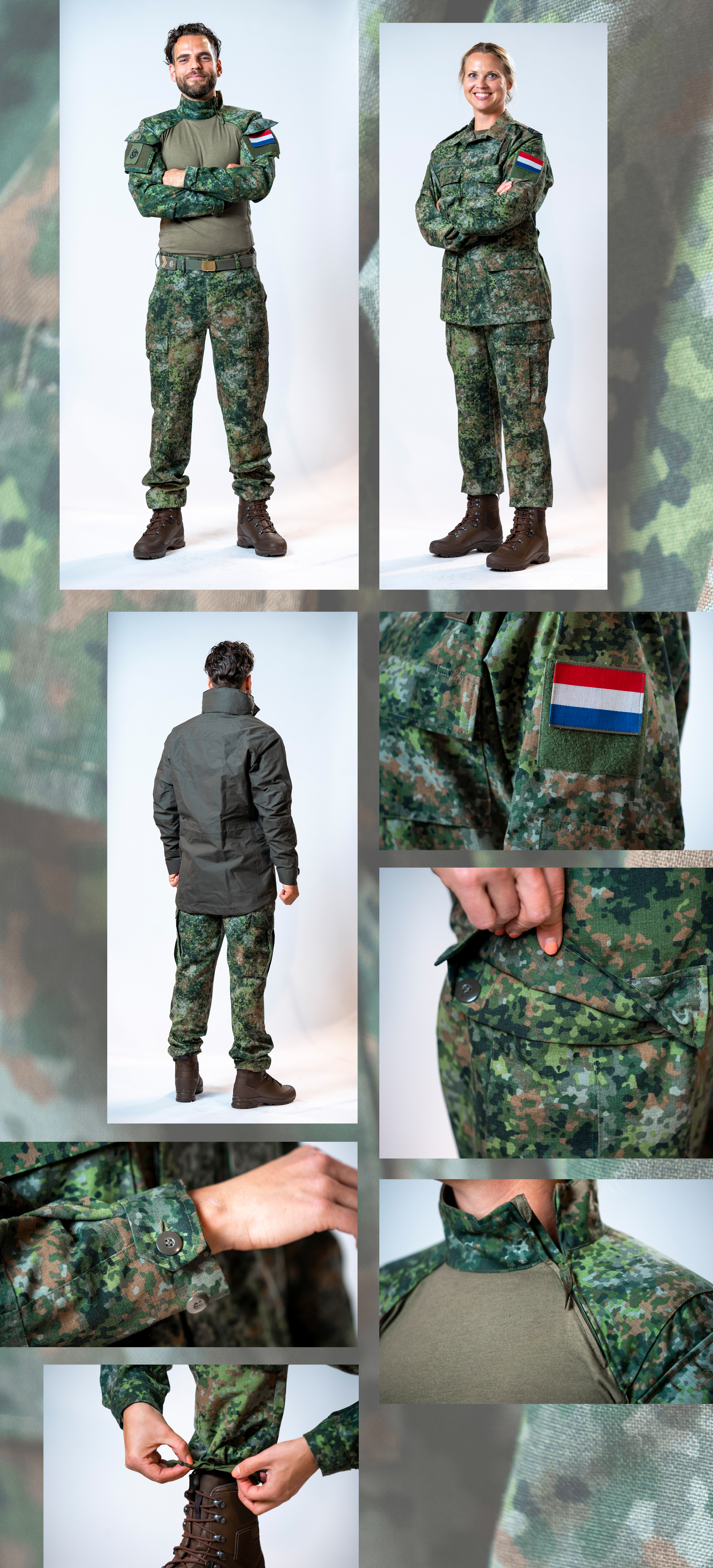
Тимчасова уніформа в NFP, заснована на бойовій формі голландської морської піхоти, носитиметься до 2023 року.

З прийняттям балістичних шоломів Revision Baltskin Viper P6N у 2019 році з повним випуском, який очікується до 2022 року, випущені голландською армією зелені шоломи матимуть захисні чохли з камуфляжем NFP Green/Tan.
Під час Enforce Tac 19 численні виробники, такі як Berghaus і Marom Dolphin, останній за їхню систему перенесення вантажу Fusion у рамках Покращеної оперативної солдатської системи (нід. Verbeterd Operationeel Soldaten Systeem, VOSS), пропонував військове спорядження з камуфляжем NFP як опцію. Систему VOSS з камуфляжем NFP також показали на виставці NEDS у Роттердамі 28 листопада 2019 року.
Перше використання камуфляжу NFP голландськими військовими у бойових діях відбулося в рамках місії Resolute Support в Афганістані в січні 2020 року.
10 серпня 2020 року було оголошено, що повне прийняття одностроїв з камуфляжем NFP було відкладено із запланованого крайнього терміну 2023 року через суперечку щодо контракту. Нідерландські сили продовжуватимуть використовувати камуфляжну форму Multicam як проміжне рішення, якщо вони будуть розгорнуті за межами Нідерландів у зонах надзвичайних ситуацій.
20 вересня 2022 року повідомляється, що півмільйона голландських військових використовуватимуть уніформу з камуфляжем NFP, виготовлену компанією Carrington Textiles за голландськими специфікаціями.

## Дизайн
Дизайн NFP містить фрактали, зроблені з плям неправильної форми та без квадратних пікселів. Дизайн шаблону передбачав використання фотографій різного фону на різних театрах військових дій. Фрактали в візерунку використовувалися б, щоб збити з пантелику та дезорієнтувати когось, дивлячись на них. У випуску Ontdek je vlekje за квітень 2019 року дослідницька робота над NFP тривала понад 10 років. Sjef van Gaalen припустив, що розвиток NFP є формою голландської національної ідентичності завдяки унікальному фрактальному камуфляжу, створеному Нідерландською організацією прикладних наукових досліджень (TNO).
Шаблон використовуватиметься з бойовим спорядженням у системі оборонного оперативного одягу (DOCS) (нід. Defensie Operationeel Kleding Systeem) (DOKS) і VOSS за індивідуальною солдатською системою (нід. Individueel Soldaat Systeem) (МКС), яка була створена для заміни бойового спорядження, прийнятого на озброєння в 1990-х роках.

### Кольори
Кольори, що використовуються в лісовій версії (NFP Green), складаються зі світло-оливкового, оливково-сірого, горохово-зеленого, оливково-зеленого, пляшково-зеленого, червоно-коричневого та майже чорного темно-зеленого.
Кольори, що використовуються в пустельній версії (NFP Tan), включають камінь, світло-землястий, темно-землястий, світло-оливковий, оливково-сірий, пляшково-зелений і темний шоколад.
Для мультиландшафтної версії (NFP Multitone) використовуються кольори світло-землястий, темно-землястий, світло-оливковий і пляшково-зелений.

## Версії
Камуфляж NFP було розроблено в декількох кольорових версіях, які продовжують створюватись та досліджуватись:
- Лісова версія (NFP Green): використовується для роботи в лісах і містах Європи.
- Пустельна версія (NFP Tan): для пустельної та посушливої місцевості.
- Морська версія (NFP Navy): для персоналу кораблів ВМС.
- Арктична версія (NFP Arctic): для зимових операцій у горах. Наразі розглядається прототип.
- Мультиландшафтна версія (NFP Multitone): має менше кольорів та більшу контрастність порівняно з лісовою та пустельною версією NFP і призначений одночасно для зеленої та сухої місцевості. Тепер[коли?] шаблон використовується для польового спорядження й активно розповсюджується.

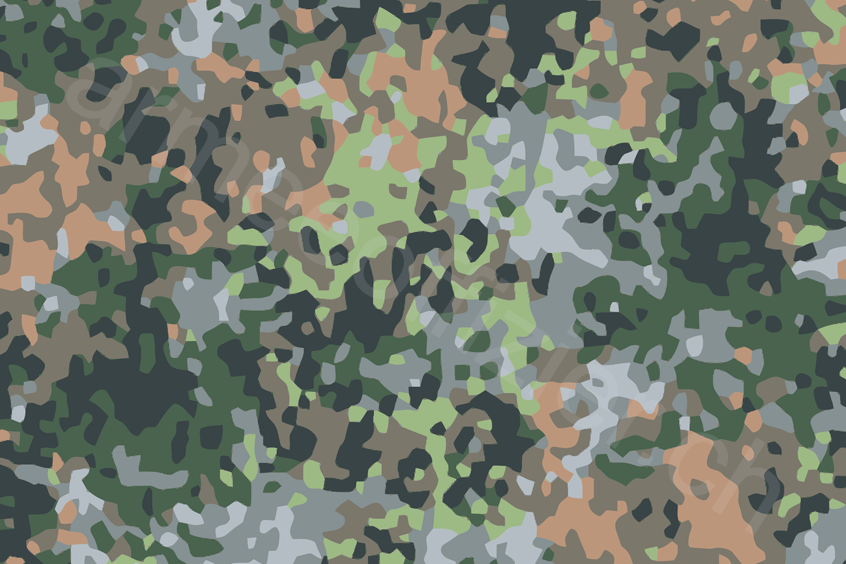
Лісова версія (NFP-Green)
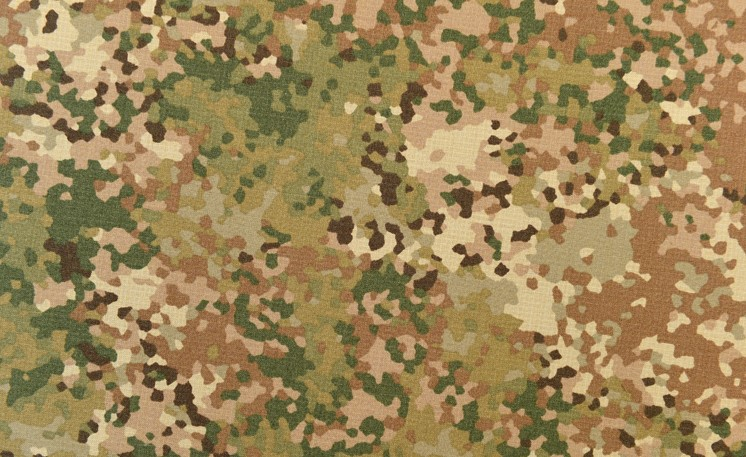
Пустельна версія (NFP-Tan)
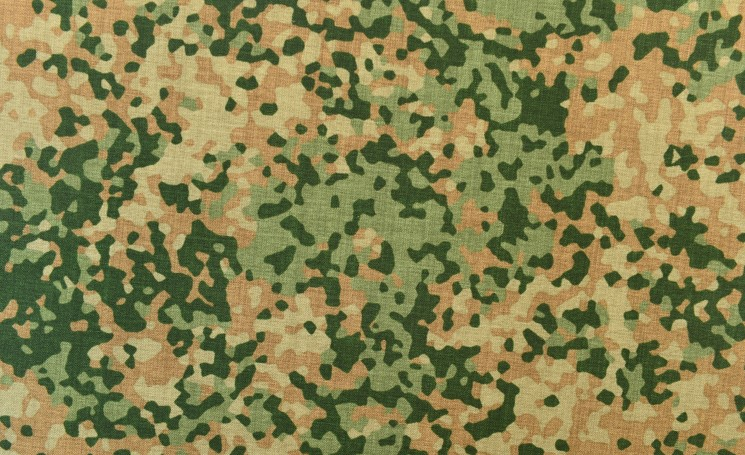
Мультиландшафтна версія (NFP-Multitone)
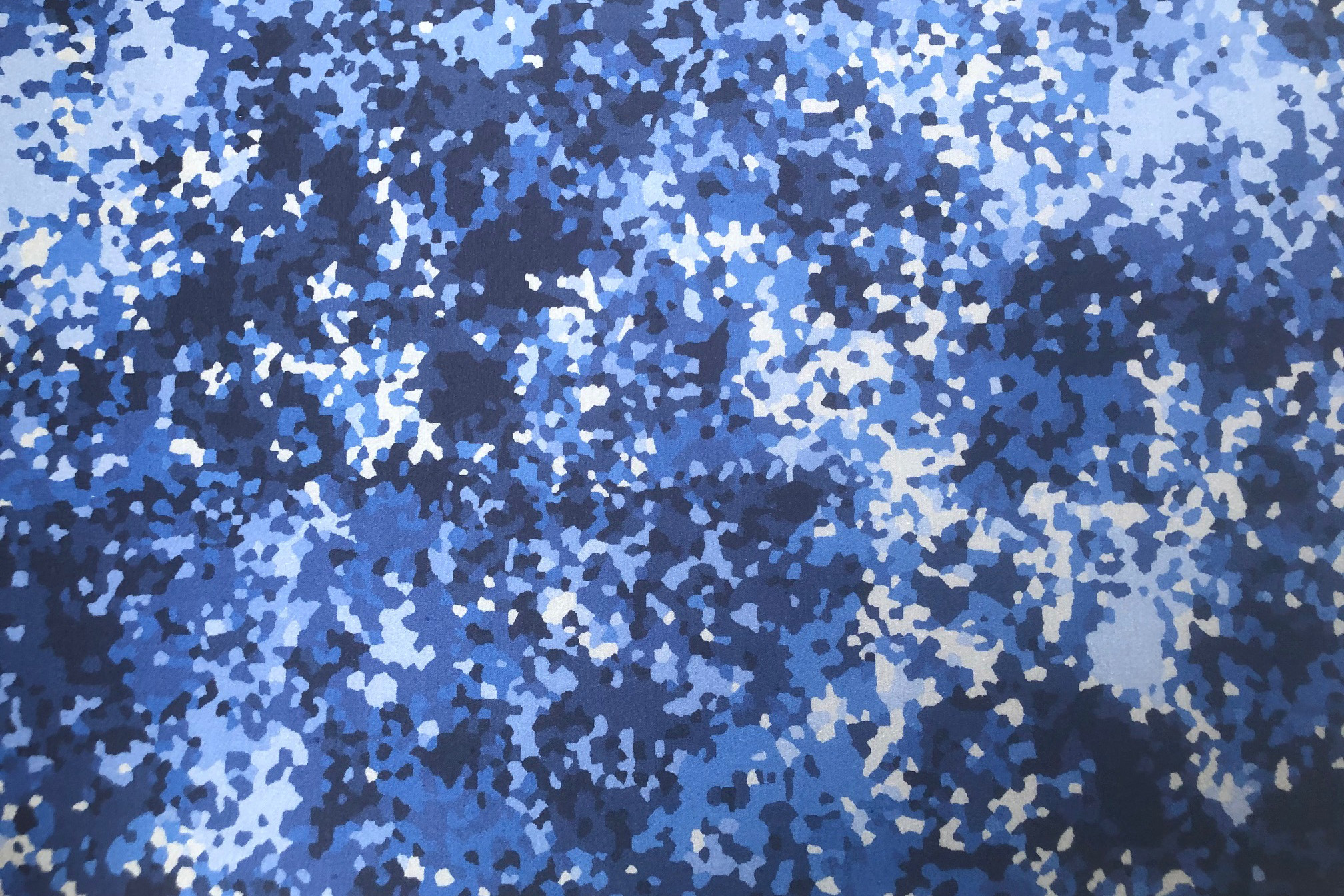
Морська версія (NFP-Navy)

## Користувачі
- Бельгія: бельгійські моряки, що брали участь в проєкті DOCS використовували версію NFP Navy з 2021 року[21].
- Нідерланди: Збройні сили Голландії[22].